# Gens Júlia
La gens Júlia (llatí: Julia gens) va ser una gens romana d'origen patrici més antigues de Roma, els membres de la qual van arribar a les més altes dignitats de l'estat durant la república. La branca principal dels Julii va ser la dels Cèsar.
Eren d'origen albà i van ser portats a Roma després de la destrucció d'Alba Longa per Tul·li Hostili i enrolats entre els patres romans. També hi va haver uns Julii a Bovillae on s'haurien establert després de la caiguda d'Alba Longa, en un primer moment. Els Julii proclamaven el seu origen diví, i es deien descendents d'Ascani (fill de Venus) i d'Anquises. Segons això, Ascani s'hauria dit en realitat Iulus. El dictador Cèsar feia al·lusió freqüentment a l'origen diví de la seva gens, com per exemple, en l'oració funerària que va pronunciar sobre la seva tia Júlia i en donar Venus Genetrix com a contrasenya a les batalles de Farsàlia i Munda, i els escriptors i poetes posteriors obsequiaven l'orgull i exaltaven l'origen diví de la família imperial. Plutarc parla de Proculus Julius, un amic de Ròmul al que aquest rei es va aparèixer per demanar-li que l'adoressin amb el nom de Quirí.
Van portar els cognoms Cèsar, Iulus o Iulius, Mentó i Libó. En monedes apareix també Bursió. Els Julii es van emparentar amb els Claudii i van donar nom a la família Júlia-Clàudia, a la qual van pertànyer els primers emperadors romans. Vegeu: Gens Clàudia, i família Júlia-Clàudia.

## Membres
Aquesta llista té els praenomina abreujats.

### Iulii Iulii
- Lucius Iulius Iulus, pare d'un cònsol (consul) el 489 aC
- Gaius Iulius L. f. Iulus, cònsol (consul) el 489 aC
- Gaius Iulius C. L. f. n. Iulus, cònsol (consul) el 482 aC, i un decemuir 451 aC.[3]
- Vopiscus Iulius C. f. L. n. Iulus, cònsol (consul) el 473 a.n.e[4]
- Spurius Iulius Vop. f. Iulus[4]
- Gaius Iulius S. f. Vop. n. Iulus[4]
- Lucius Iulius S. f. Vop. n. Iulus, tribunus militum.[4]
- Gaius Iulius C. f. C. n. Iulus, cònsol romà el 447 i el 435 aC
- Lucius Iulius Vop. f. C. n. Iulus, tribú amb potestat consolar (tribunus militum consulari potestate) el 438 aC, i cònsol el 430 aC.
- Sextus Iulius Iulus, tribú militar amb potestat consolar (tribunus militum consulari potestate) el 424 aC.[5][6]
- Gaius Iulius L. f. Vop. n. Iulus, tribú militar amb potestat consolar (tribunus militum consulari potestate) el 408 i el 405 aC
- Lucius Iulius Iulus, tribú militar amb potestat consolar (tribunus militum consulari potestate) el 403 aC, que continuà el cerc a Veïs.[7][8]
- Lucius Iulius L. f. Vop. n. Iulus, tribú militar amb potestat consolar (tribunus militum consulari potestate) el 401 i el 397 aC
- Lucius Iulius Iulus, tribú militar amb potestat consolar (tribunus militum consulari potestate) el 388 i el 379 aC.[9][10]
- Gaius Iulius Iulus, nomenat dictador (dictator) el 352 aC, ostentà el càrrec per a fer la guerra contra els etruscs, però en realitat per aconseguir l'elecció de dos patricis (en lloc d'un patrici i un plebeu) als comicis consulars, en violació de la llei Licínia.[11]

### Iulii Mentones
- Gaius Julius Mento, cònsol (consul) el 431 aC
- Gaius Julius Mento, un retor, citat per Sèneca el vell.[12]

### Iulii Libones
- Lucius Julius Libo, avi d'un cònsol del 267 aC.
- Lucius Julius L. f. Libo, pare d'un cònsol del 267 aC.
- Lucius Julius L. f. L. n. Libo, cònsol el 267 aC, triomfador sobre els sal·lentins

### Iulii Caesares
- Sextus Iulius Caesar, pretor (praetor) el 208 aC, va obtenir la província de Sicilia.
- Lucius Iulius Caesar, avi d'un cònsol (consul) del 157 aC i, potser, pare d'un pretor (praetor) del 183 aC i d'un tribunus militum del 181 aC
- Lucius Julius (L. f.) Caesar, pretor (praetor) el 183 aC, governà la província de la Gal·lia Cisalpina.
- Sextus Iulius (L. f.) Caesar, tribunus militum el 181 aC
- Lucius Iulius (L. f. L. n.) Caesar, pretor (praetor) el 166 aC.[13]
- Sextus Iulius Sex. f. L. n. Caesar, cònsol (consul) el 157 aC.
- Sextus Iulius (Sex. f. Sex. n.) Caesar, (praetor urbanus) el 123 aC.
- Lucius Iulius Sex. f. Sex. n. Caesar, pare d'un cònsol (consul) del 90 aC, casat amb Popíl·lia, vídua de Quint Lutaci Catul, i mare de Quint Lutaci Catul, cònsol (consul) del 78 aC.
- Lucius Iulius L. f. Sex. n. Caesar, cònsol (consul) el 90 aC, durant la Guerra Social, i censor el 89 aC.
- Iulia L. f. L. n., esposa de Marc Antoni Crètic, i mare de Marc Antoni, el triumvir (triumuir).
- Gaius Iulius L. f. Sex. n. Caesar Strabo Vopiscus, notable orador i poeta, proscrit i condemnat a mort per Gai Mari i Cinna el 87 aC.
- Lucius Iulius L. f. L. n. Caesar, cònsol (consul) el 64 aC.
- Julia L. f. L. n., casada amb Publi Corneli Lèntul Sura, un dels conspirats a la Conjuració de Catilina.
- Lucius Iulius L. f. L. n. Caesar, partidari de Pompeu durant la Segona Guerra Civil.
- Gaius Iulius (Sex. f. L. n.) Caesar, avi del dictador, casat amb Màrcia, germana de Quint Marci Rex
- Gaius Iulius C. f. (Sex. n.) Caesar, pretor (praetor), i pare del dictador, casat amb Aurèlia.
- Julia C. f. (Sex. n.), tieta del dictador, casada amb Gai Mari, el vell
- Sextus Iulius C. f. (Sex. n.) Caesar, cònsol (consul) el 91 aC, oncle del dictador
- Gaius Iulius C. f. C. n. Caesar, cònsol (consul) el 59, 48, 46, 45, i 44 aC, dictador (dictator) el 49, i des del 47 fins al 44 aC.
- Iulia C. f. C. n., germana de Juli Cèsar, i esposa de Luci Pinari i Quint Pedi.
- Iulia C. f. C. n., germana de Juli Cèsar, i esposa de Marc Ati Balb.
- Iulia C. f. C. n., filla de Juli Cèsar, i esposa de Gneu Pompeu Magne.
- Caesarion, fill de Juli Cèsar amb Cleòpatra VII, executat per ordre d'Octavià el 30 aC.
- Sextus Iulius Sex. f. C. n. Caesar, Flamen Quirinalis el 57 aC.[14]
- Sextus Iulius Sex. f. Sex. n. Caesar, nomenat governador de Síria el 47 aC, assassinat a la revolta de soldats.
- Gaius Iulius Caesar Octavianus, fill adoptiu de Juli Cèsar, serà posteriorment August.

### Dinastia Juli-Clàudia
- Gaius Iulius Caesar Octavianus, emperador (imperator) des del 27 aC fins a l'any 14.
- Iulia Augusta, emperadriu d'August, mare de l'emperador (imperator) Tiberi.
- Iulia C. f. C. n., filla d'August amb la seva segona esposa, Escribònia, casada primerament amb Marc Claudi Marcel, després amb Marc Vipsani Agripa i, finalment, amb l'emperador Tiberi..
- Gaius Iulius Caesar, fill major de Marc Vipsani Agripa i Julia, adoptat per August.
- Lucius Iulius Caesar, segon fill de Marc Vipsani Agripa i Julia, adoptat per August.
- Marcus Iulius Caesar Agrippa Postumus, el tercer fill de Marc Vipsani Agripa i Julia, adoptat per August.
- Tiberius Iulius Caesar, emperador (imperator) des de l'any 14 fins al 37.
- Drusus Iulius Caesar, fill de l'emperador (imperator) Tiberi.
- Tiberius Iulius Caesar Nero Gemellus, fill de Drus el Jove.
- Germanicus Iulius Caesar, nebot de Tiberi.
- Gaius Iulius Caesar, fill de Germànic, mort d'infant.
- Nero Iulius Caesar Germanicus, fill de Germànic.
- Drusus Iulius Caesar, fill de Germànic.
- Gaius Iulius Caesar Germanicus, fill de Germànic, conegut com a Caligula, emperador (imperator) des del 37 fins al 41.
- Iulia Agrippina, filla de Germànic, i mare de l'emperador (imperator) Neró.
- Iulia Drusilla, filla de Germànic, casada primerament amb Luci Cassi Longí, i després amb Marc Emili Lèpid.
- Iulia Livilla, filla de Germànic, esposa de Marc Vinici, cònsol (consul) l'any 30.
- Iulia Drusilla, filla de Calígula.